# Daphne (botanica)
Daphne Tourn. ex L., 1753 è un genere di piante spermatofite dicotiledoni appartenenti alla famiglia delle Thymelaeaceae, dall'aspetto di piccoli arbusti o bassi cespugli.

## Etimologia
Il nome del genere lo troviamo citato per la prima volta negli scritti del medico, botanico e farmacista greco antico che esercitò a Roma di nome Dioscoride Pedanio (Anazarbe in Cilicia, 40 circa - 90 circa). Probabilmente nel nominare alcune piante di questo genere si ricordò della leggenda di Apollo e Dafne. Il nome  Daphne in greco significa “alloro” e le foglie di queste piante sono molto simili a quelle dell'alloro.

In tempi più moderni questo nome è stato scientificamente definito da Linneo (1707–1778), biologo e scrittore svedese, considerato il padre della moderna classificazione scientifica degli organismi viventi, nella pubblicazione Species Plantarum del 1753.

## Descrizione

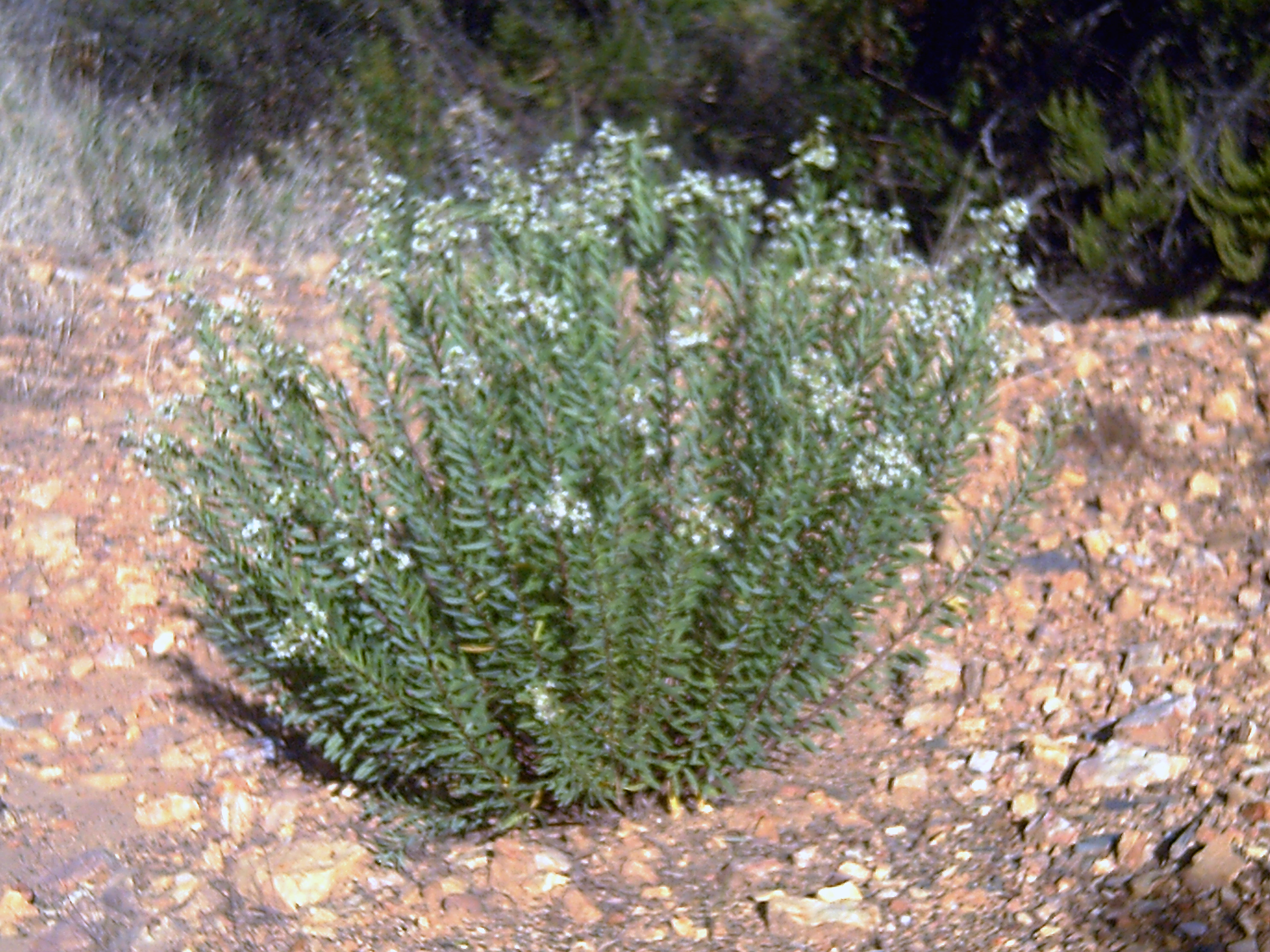
Portamento di tipo cespuglioso
(Daphne gnidium)

L'altezza di queste piante varia da pochi centimetri a oltre 1 metro (questo per le specie europee). Le forme biologiche prevalenti sono nano-fanerofite (NP) e camefite suffruticose (Ch suffr),  ossia sono piante perenni e legnose alla base, con gemme svernanti poste ad un'altezza dal suolo di poche centimetri; le porzioni erbacee seccano annualmente e rimangono in vita soltanto le parti legnose.

### Fusto
Il fusto in genere è legnoso; si possono avere delle specie senza ramificazioni (quelle a portamento prostrato) o con rami laterali anche abbastanza consistenti (quelle più alte e robuste).

### Foglie

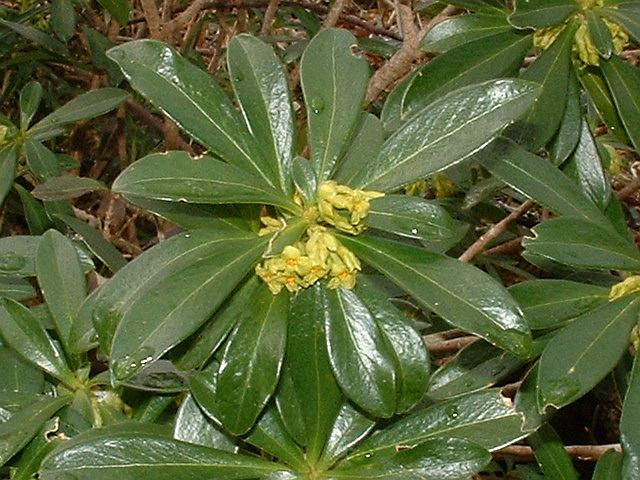
Foglie a forma lanceolata
(Daphne laureola)

Le foglie possono essere caduche o persistenti (sempreverdi) e quindi possono essere presenti oppure no alla fioritura.  Sono intere e senza stipole e ocrea e sono inoltre brevemente picciolate oppure completamente sessili. La disposizione lungo il fusto è alterna e in certe specie sono raggruppate a ciuffi specialmente alla sommità dei rami. La forma è in genere lanceolata piuttosto allungata, a volte sono oblanceolato-spatolate. Spesso la superficie è glabra e sono glauche sulla pagina inferiore. 

### Infiorescenza

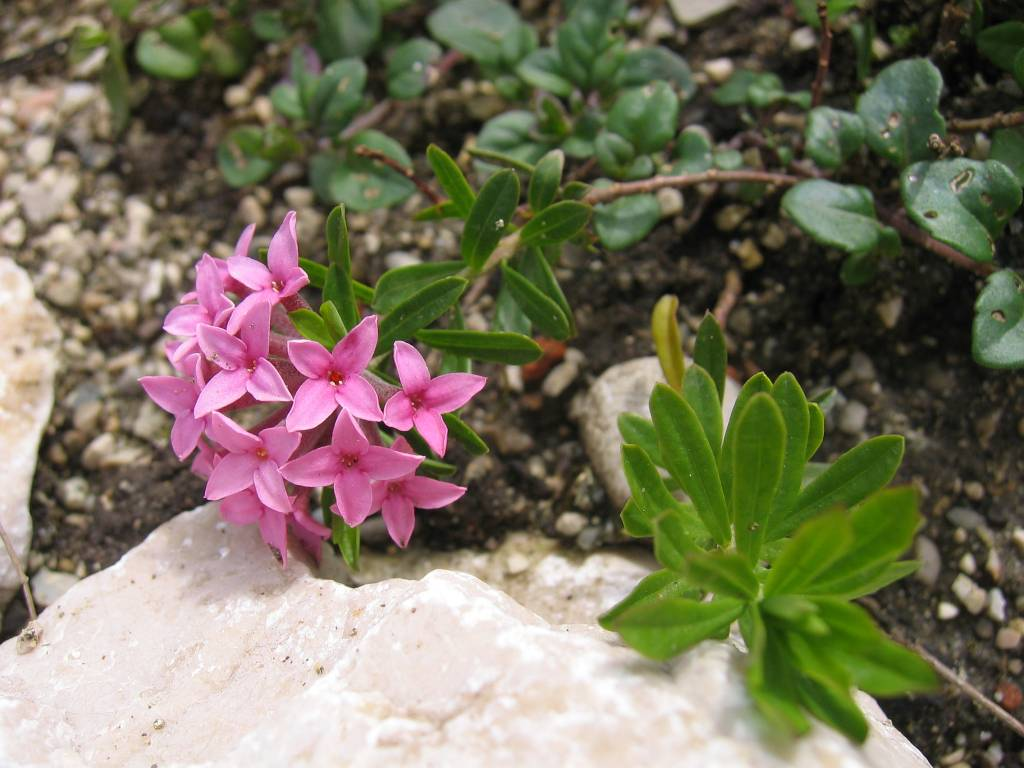
Infiorescenza a grappolo terminale
(Daphne cneorum)

L'infiorescenza è varia: fiori a densi grappoli o a gruppi di tre, di tipo racemoso o terminale con pochi fiori, ma sono presenti anche infiorescenze di tipo ombrellifero.

### Fiori

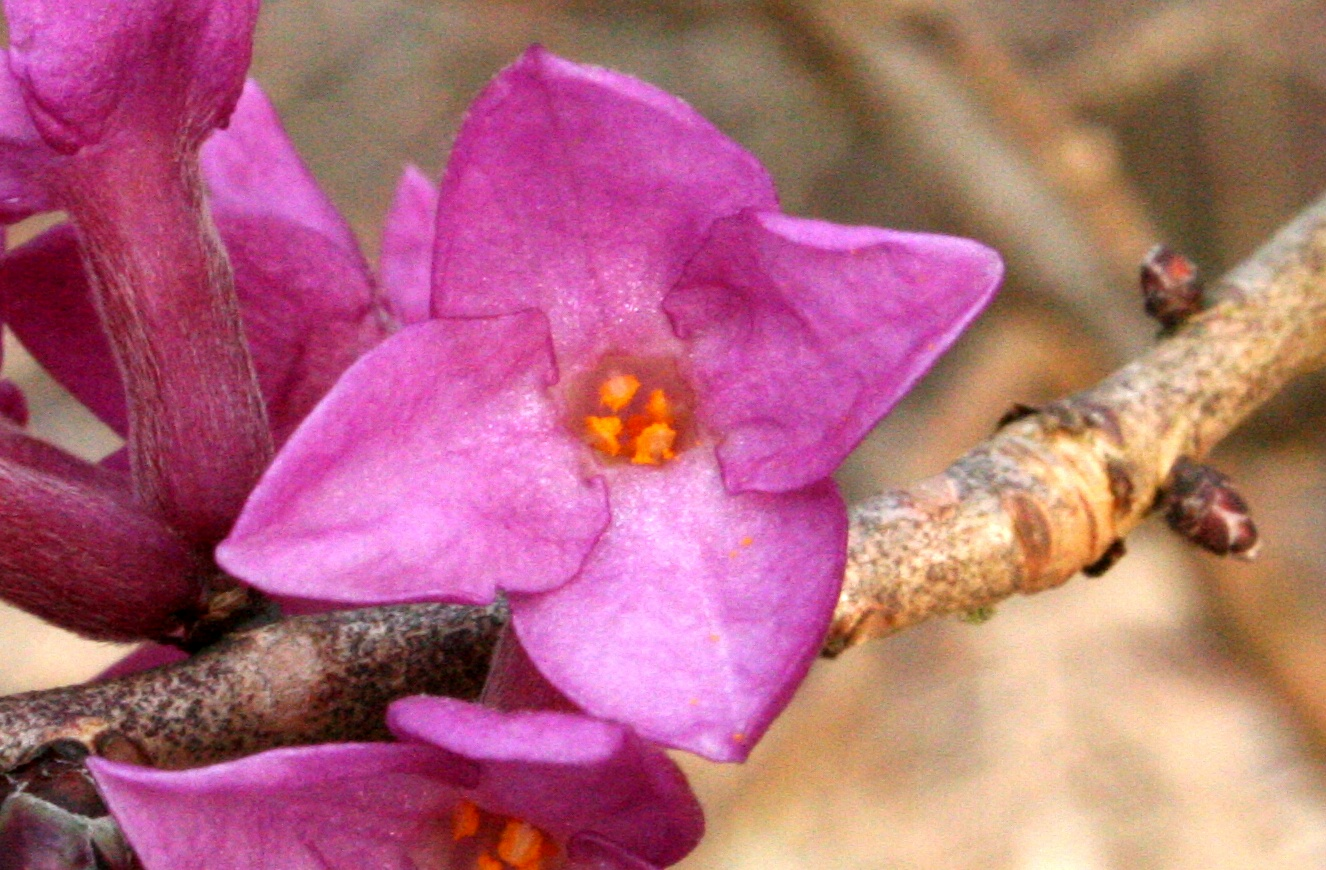
Il fiore a 4 lobi
(Daphne mezereum)

La caratteristica principale dei fiori di queste piante (e della famiglia) è l'assenza di un perianzio completo (perianzio diclamidato) : il perianzio è monoclamidato (o “apetalo”) ossia è formato solamente dal calice. La funzione vessillifera è svolta quindi dai sepali che sono colorati ed hanno una forma più vicina ai petali che ai sepali veri e propri che in questo caso si dicono petaloidi. I fiori sono tetrameri (a 4 parti), il perianzio è caduco e di colore roseo, rosso, purpureo, giallo, bianco, ma anche verdino; sono inoltre ermafroditi e attinomorfi.
- Formula fiorale:

* K (4), A 4+4, G 1 (ovario supero)
- Calice: il tubo calicino è cilindrico, un po' campanulato e termina con 4 lobi (lacinie lanceolate oppure ovate). Esternamente è delimitato da setole seriacee (o brattee membranose).
- Androceo: gli stami sono 8 divisi in due verticilli e sono inclusi nel tubo calicino. Non sono saldati fra di loro ma sono liberi.
- Gineceo: lo stimma è quasi sessile ed è capitato all'apice. L'ovario è supero, uniloculare ed ha una forma tubulosa ed è libero (non aderente agli organi di supporto).
- Impollinazione: per questo genere è possibile una autoimpollinazione, ma contemporaneamente i fiori sono molto profumati con del nettare secreto alla base dell'ovario per cui è senz'altro possibile anche una impollinazione entomofila: generalmente lepidotteri – farfalle e api se il tubo calicino è lungo, altrimenti delle mosche per tubi più brevi.

### Frutti

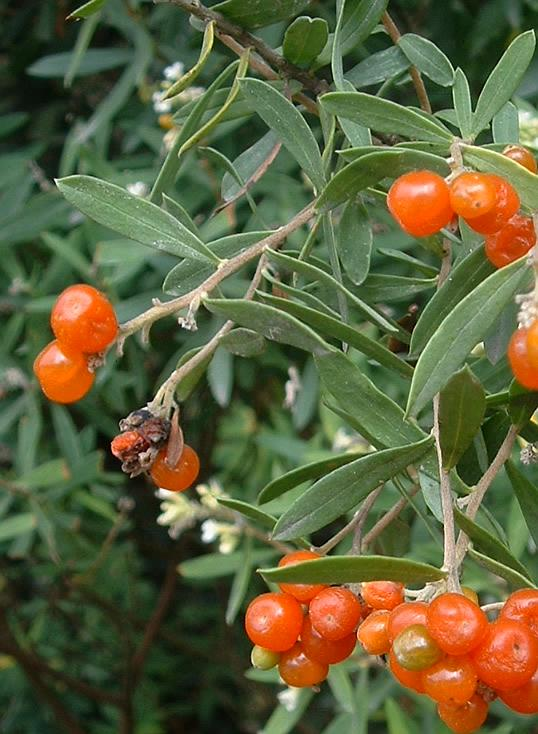
I frutti (bacche)
(Daphne gnidium)

Il frutto è una drupa sferica monosperma (con un solo seme di colore chiaro e ricco di sostanze oleose) a esocarpo carnoso e consistenza coriacea; ha l'aspetto di una bacca rosso-corallo a superficie liscia (l'involucro esterno non è spinoso o rugoso). Il frutto non è avvolto dal perianzio. La bacca si appoggia su un peduncolo.

## Distribuzione e habitat
La distribuzione di questo genere è abbastanza ampia: Europa centrale e meridionale (soprattutto sui rilievi), Africa mediterranea e boreale (alcune specie sono state riconosciute nelle Azzorre e nelle Canarie), Siberia (zone temperate) e Asia centro-occidentale fino ai primi rilievi posti a nord dell'Himalaya. Quindi copre una fascia che va dalle zone temperato-fredde a quelle subtropicali. In America sono state trovate alcune specie ma vengono considerate di tipo avventizio.

Delle specie spontanee della nostra flora 8 (7 più un ibrido) vivono sull'arco alpino. La tabella seguente mette in evidenza alcuni dati relativi all'habitat, al substrato e alla diffusione delle specie alpine.
| Specie               | Comunità vegetali | Piani vegetazionali         | Substrato | pH     | Livello trofico | H2O   | Ambiente | Zona alpina                                |
| -------------------- | ----------------- | --------------------------- | --------- | ------ | --------------- | ----- | -------- | ------------------------------------------ |
| D. alpina            | 3                 | collinare montano subalpino | Ca        | basico | basso           | arido | C2 C3    | tutto l'arco alpino (escl. NO BZ)          |
| D. blagayana         | 14                | collinare                   | Ca Ca/Si  | basico | basso           | arido | C6 F7 I1 | PN                                         |
| D. Cneorum           | 14                | collinare montano subalpino | Ca        | basico | basso           | arido | I1       | tutto l'arco alpino (escl. CN AO NO SO)    |
| D. laureola          | 14                | collinare montano subalpino | Ca Si     | neutro | medio           | medio | C3 C4 I2 | tutto l'arco alpino (escl. AO BZ)          |
| D. mezereum          | 14                | collinare montano           | Ca        | basico | basso           | secco | I2 I3    | tutto l'arco alpino                        |
| D. petraea           | 3                 | montano subalpino           | Ca        | basico | basso           | arido | C2 C3    | BS TN                                      |
| D. striata           | 13                | subalpino alpino            | Ca        | basico | basso           | secco | F5 G1 H2 | tutto l'arco alpino (escl. CN AO VC NO VA) |
| Daphne xreichsteinii | 13                | collinare                   | Ca        | basico | basso           | secco | G4       | BS TN                                      |

Legenda e note alla tabella.

Per il “substrato” con “Ca/Si” si intendono rocce di carattere intermedio (calcari silicei e simili); vengono prese in considerazione solo le zone alpine del territorio italiano (sono indicate le sigle delle province).
Comunità vegetali:
3   = comunità delle fessure, delle rupi e dei ghiaioni
13  = comunità arbustive
14  = comunità forestali
Ambienti:
C2 = rupi, muri e ripari sotto roccia
C3 = ghiaioni, morene e pietraie
C4 = campi solcati
C6 = schiarite di boschi e strade forestali
F5 = praterie rase subalpine e alpine
F7 = margini erbacei dei boschi
G1 = lande e popolamenti a lavanda
G4 = arbusteti e margini dei boschi
H2 = boscaglie di pini montani
I1 = boschi di conifere
I2 = boschi di latifoglie
I3 = querceti submediterranei

## Tassonomia
Il genere Daphne comprende circa  100 specie di cui una decina sono presenti nella flora spontanea italiana.

Il genere normalmente viene diviso in sezioni in base ai caratteri più fluttuanti (come la disposizione delle foglie lungo il fusto, o la loro persistenza o caducità, oppure in base alla lunghezza del tubo calicino, o il colore del perianzio, ecc.). Alcune di queste sezioni sono elencate qui sotto:
- Daphnantes
- Genkwa
- Mezereum

### Specie spontanee della flora italiana
Per meglio comprendere ed individuare le varie specie spontanee della nostra flora l'elenco che segue utilizza in parte il sistema delle chiavi analitiche.
- SEZIONE A: le piante sono tutte perenni a fusti legnosi con perianzio rosa, rosso o purpureo;
  - Gruppo 1A : il portamento è del tipo cespuglio caducifoglio; i fiori compaiono prima delle foglie; il diametro della bacca è tra i 6 – 8 mm;

- Daphne mezereum L. - Dafne mezereo, Fior di stecco: la pianta può arrivare fino a 7 dm di altezza; la forma biologica è nano-fanerofita (NP); il tipo corologico è Eurosiberiano. Gli habitat preferiti sono i boschi montani e le brughiere subalpine; la diffusione sul territorio italiano è quasi totale (escluse le isole) ad una altitudine compresa tra 500 e 1800 m s.l.m..

- - Gruppo 1B :  il portamento è del tipo cespuglio sempreverde (o suffrutice); i fiori e le foglie si presentano contemporaneamente; la bacca è minore di 6 mm di diametro;
    - Gruppo 2A : il portamento è del tipo cespuglioso con grandi foglie (8 – 12 mm per 30 – 50 mm);

- Daphne sericea Vahl. - Dafne olivella: la pianta ha un'altezza variabile tra i 5 – 15 dm; la forma biologica è nano-fanerofita (NP); il tipo corologico è Orofita - Eurimediterraneo. Gli habitat preferiti sono le rupi calcaree e le sabbie lungo le coste; in Italia si trova solo al centro fino ad una altitudine di 800 m s.l.m..

- -     - Gruppo 2B : il portamento è del tipo suffrutice con foglie più piccole (1 – 6 mm per 3 – 18 mm);
      - Gruppo 3A : le foglie sono carenate e non sono molto grandi (3 – 5 mm); la lunghezza del tubo del perianzio è di 10 mm;

- Daphne petraea Leybold. - Dafne minore : la pianta è alta al massimo 2 – 5 cm; la forma biologica è camefita suffruticosa (Ch suffr); il tipo corologico è Endemico. L'habitat preferito: le rupi calcaree strapiombanti; la diffusione sul territorio italiano limitata alle Alpi Centrali ad una altitudine compresa tra 700 e 1800 m s.l.m. (è una pianta molto rara).

- -     -       - Gruppo 3B : le foglie non sono carenate e sono più lunghe (10 – 15 mm); la lunghezza del tubo del perianzio è di 5 mm;

- Daphne cneorum L. - Dafne odorosa: il perianzio è pubescente e colorato in un'unica tonalità; la pianta è alta da 1 a 2 dm; la forma biologica è camefita suffruticosa (Ch suffr); il tipo corologico è Orofita – Sud Europeo. L'habitat preferito sono i greti dei fiumi, le pinete e i pendii aridi; in Italia questa specie si trova solo sull'arco alpino ad una altitudine compresa tra 200 e 2000 m s.l.m..
- Daphne striata Tratt. - Dafne rosea:  il perianzio è glabro e percorso da striature longitudinali;  la pianta è alta da 5 a 12 cm; la forma biologica è camefita suffruticosa (Ch suffr); il tipo corologico è Endemico - Alpico. L'habitat preferito sono i pascoli alpini a Sesleria  (= comunità delle praterie rase dei piani subalpino e alpino con abbondanza di Sesleria comune); in Italia questa specie si trova solo sull'arco alpino ad una altitudine compresa tra 1500 e 2700 m s.l.m..

- SEZIONE B: le piante sono tutte perenni a fusti legnosi con perianzio bianco, giallo chiaro o verdastro;
  - Gruppo 1A : le foglie sono glabre su entrambe le pagine;
    - Gruppo 2A : il portamento consiste in cespugli eretti con foglie ad apice acuto e lunghe 3 – 12 cm;

- Daphne gnidium L. - Dafne gnidio: l'infiorescenza è composta da brevi pannocchie all'apice dei rami; le foglie sono larghe da 3 a 10 mm; il colore del perianzio è latteo ed è lungo 2,5 – 4 mm; la forma biologica è fanerofita cespugliosa (P caesp); il tipo corologico è Stenomediterraneo. L'habitat preferito sono le macchie sempreverdi; in Italia si trova al centro e al sud lungo il litorale tirrenico ad una altitudine compresa tra il piano e 800 m s.l.m..
- Daphne laureola L. - Dafne laurella: l'infiorescenza è composta da racemi posti all'ascella delle foglie inferiori; le foglie sono larghe da 10 a 35 mm; il colore del perianzio è giallo-verdastro ed è lungo 5 – 9 mm; la forma biologica è fanerofita cespugliosa (P caesp); il tipo corologico è Submediterraneo. L'habitat preferito sono i boschi di latifoglie; in Italia è presente su tutto il territorio (ma non è molto comune) ad una altitudine compresa tra i 300 e 800 m s.l.m..

- -     - Gruppo 2B : il portamento consiste in cespugli a rami contorti (o di tipo suffruticoso) con foglie arrotondate e lunghe 1 – 4 cm;

- Daphne alpina L. - Dafne alpina: le foglie sono caduche ed hanno una lamina molle, sono inoltre opache sulla pagina superiore e percorsa da nervi secondari non molto evidenti; la forma biologica è camefita fruticosa (Ch frut); il tipo corologico è Orofita Centroasiatico - Mediterraneo. L'habitat preferito sono i ghiaioni, i macereti e le rupi; in Italia questa specie si trova sulle Alpi e in modo discontinuo nel resto della penisola ad una altitudine compresa tra 200 e 1700 m s.l.m..
- Daphne oleoides Schreber - Dafne spatolata: le foglie sono sempreverdi e sono coriacee, sono inoltre lucide sulla pagina superiore e percorsa da nervi secondari piuttosto evidenti su quella inferiore; la forma biologica è camefita fruticosa (Ch frut); il tipo corologico è Orofita Centroasiatico - Mediterraneo. L'habitat preferito sono le rupi e i pascoli rocciosi; in Italia questa specie è presente solo al centro e al sud ad altitudine compresa tra 300 e 1700 m s.l.m..
- Daphne blagayana Freyer - Dafne del Conte Blagay : la pianta è alta da 1 a 3 dm; le foglie sono sempreverdi; il perianzio è di colore bianco latte; la forma biologica è camefita fruticosa (Ch frut); il tipo corologico è Sud Est Europeo. L'habitat preferito sono le schiarite di boschi e le strade forestali; in Italia questa specie si trova a nord-est fino a 800 m s.l.m..

- - Gruppo 1B : le foglie sono glabre sulla pagina superiore e villose su quella inferiore;

- Daphne sericea Vahl. - Dafne olivella: (vedere Sezione A, Gruppo 2A)

## Usi
Alcune piante di questo genere trovano impiego nella medicina popolare, ma non sono considerate eduli, anzi le bacche prodotte dai fiori di queste piante possono essere velenose (in particolare quelle della specie Daphne mezereum). Da studi chimici si sa che nelle varie parti della pianta è contenuta una “resina acridica”, chiamata mezerina, ma anche un glucoside amaro e velenoso denominato dafnina (è un “glucoside cumarinico” formato da due composti: glucosio e dafnetina).
In varie parti del Mondo queste piante vengono utilizzate per gli usi più differenti; ecco alcuni esempi:
- in Svizzera dagli arboscelli della Daphne laureola si tagliano delle liste bianche sottilissime con le quali le donne si adornano i cappelli;
- in Giappone si raccolgono i fiori della Daphne odora che si mettono in sacchetti di tela per profumare la biancheria;
- della Daphne oleoides, in alcune zone dell'Asia centrale, un decotto delle sue radici viene usato come purgante; mentre in altre zone, sempre con la stessa pianta, si produce dello spirito per distillazione;
- nelle Indie Orientali e anche nel Giappone (anticamente) sfruttando la forte fibra delle cortecce di alcune specie (Daphne pseudo-mezereum, Daphne cannabina, Daphne papyracea e altre) si ricavavano delle carte speciali;
- nella Francia meridionale (ma anche in Algeria) dalla corteccia secca della specie Daphne mezereum si ricavano diuretici e stimolanti, da usare sempre con parsimonia vita la tossicità della pianta.

### Giardinaggio
L'impiego più usuale è nel giardinaggio, specialmente nei giardini alpini e rocciosi, questo grazie alla delicata bellezze di alcuni fiori come la Daphne petraea.

Le prime coltivazioni nei giardini europei risalgono al XVII secolo con le specie Daphne mezereum, Daphne laureola e Daphne cneorum. Sono piante rustiche, in genere abbastanza robuste, che richiedono un terreno calcareo in posizioni fresche.

## Notizie culturali
Varie sono le leggende sorte attorno al nome dei questo genere. Eccone brevemente una.

Si racconta che durante un colorito e caldo tramonto del sole, il dio Apollo si fosse invaghito di Dafne, figlia del dio dei fiumi (Peneo). Sentendo le sue invocazioni di aiuto, alcune dee accorsero ai suoi richiami e per farla sfuggire al dio inseguitore la trasformarono in una pianticella “lauriforme”, le cui radici erano bagnate dalle sorgenti dei fiumi di suo padre.